# Фоміна Лариса Костянтинівна
Лариса Костянтинівна Фоміна (нар. 2 листопада 1961, місто Дебальцеве Донецької області) — українська радянська діячка, токар Дебальцівського заводу з ремонту металургійного обладнання Донецької області. Депутат Верховної Ради СРСР 11-го скликання.

## Біографія
Народилася в родині робітників Дебальцівського заводу з ремонту металургійного обладнання Костянтина Федоровича і Ніни Тимофіївни Бондарів.
З 1978 року — учень токаря, з 1979 року — токар механоскладального цеху № 2 Дебальцівського заводу з ремонту металургійного обладнання міста Дебальцеве Донецької області.
Освіта середня: заочно закінчила технікум. Член ВЛКСМ.
Проживала в місті Дебальцеве Донецької області.